# Игнатий (Мидич)
Митрополит Игнатий (англ. Митрополит Игнатије, в миру Добривой Мидич, серб. Добривоје Мидић; 17 октября 1954, Кнез Село, община Ниш) — епископ Сербской православной церкви, митрополит Браничевский.
Известный сербский богослов, философ, активный участник экуменического движения.

## Биография
С 1969 года учился в Семинарии святого Саввы в Белграде, которую окончил с отличием в 1974 году. Уже в начале обучения продемонстрировал интеллектуальную смелость и критический дух, черты, которые не были присущи сербским богословам этого возраста. Ещё тогда он не хотел мириться с идеократическим и догматическим мнением, со «школьным» и «академическим» богословием и установившимся типом мышления. Помимо изучения богословия изучил и философию, логику, историю, литературу, искусство.
В 1976 году по благословению епископа Нишского Иринея (Гавриловича) продолжил образование на богословском факультете Белградского университета, который окончил в 1980 году.
С 1981 по 1987 году обучался на богословском факультете Афинского университета. Ученик известного богослова и экумениста митрополита Пергамского Иоанна (Зизиуласа). Помимо богословия изучал в Афинском университете византийскую литературу и древнюю философию, изучал произведения современных экзистенциалистов (особенно Жана-Поля Сартра) и персоналистов. Привлекала его, и современная физика, в частности, работы Эйнштейна и Гейзенберга, а также современный римско-католические, протестантские и англиканские богословы, особенно Панненберг и Торранс. Всегда считал, что богословие не может игнорировать другие знания и науки, и наоборот.
В 1987 году защитил докторскую диссертацию «Тайна Церкви — систематически-герменевтическое рассмотрение тайны Церкви у святого Максима Исповедника».
С 1988 году — доцент, а затем профессор богословского факультета Белградского университета.
В 1991 году принимает монашество с именем Игнатий. В том же году рукоположён во иеродиакона и иеромонаха.
26 июня 1994 года хиротонисан в епископа Браничевского.
18 ноября 1998 года был участником экуменической встречи между Соборной комиссией Сербской Православной Церкви и конференцией хорватских католических епископов в Загребе.
В феврале 2006 года принимал участие в работе 9-й Ассамблеи ВСЦ в Порту-Алегри (Бразилия), где возглавлял делегацию Сербской православной церкви.
Основатель (2004 году) и сопредседатель участник православно-католической рабочей группы им. св. Иринея Лионского.
22 ноября 2005 года вместе с епископом Шумадийским Иоанном (Младеновичем) представлял Сербскую православную церковь на интронизации Патриархи Феофила III.
8-14 октября 2007 года — участник православно-католического совещания в Равенне.
После кончины Патриарха Сербского Павла упоминался как один из возможных его преемников на Патриаршем престоле.
26 июня 2018 года Православный богословский факультет Белградского университета избрал его деканом факультета на период с 1 октября 2018 года по 30 сентября 2021 года.